# 中央研究院地球科學研究所
中央研究院地球科學研究所，簡稱中研院地球所，為中華民國中央研究院的附屬研究機構。該研究所現位於中央研究院在臺北市南港區的院區。

## 歷史
中央研究院地球科學研究所的歷史可追溯至1973年在中央研究院物理研究所內成立的地震組，當時該組是位在國立臺灣大學海洋研究所旁的一棟建築物。1976年成立地球科學研究所籌備處，並由蔡義本擔任籌備處主任。1982年中央研究院地球科學研究所正式成立，蔡義本由籌備處主任轉為首任所長。1993年地球科學研究所搬遷至中央研究院南港院區現址。1999年921大地震以後地球科學研究所成立「環境變遷研究計畫」，後來該計畫另外獨立設立「中央研究院環境變遷研究中心」。

## 歷任所長（含籌備處主任）
| 任次       | 姓名       | 任期           |
| 籌備處主任 | 籌備處主任 | 籌備處主任     |
| ---------- | ---------- | -------------- |
|            | 蔡義本     | 1976年－1982年 |
| 所長       |            |                |
| 1          | 蔡義本     | 1982年－1985年 |
| 代理       | 葉永田     | 1985年－1987年 |
| 2          | 葉永田     | 1987年－1993年 |
| 代理       | 吳大銘     | 1993年－1994年 |
| 3          | 葉義雄     | 1994年－2000年 |
| 4          | 李太楓     | 2000年－2004年 |
| 5          | 江博明     | 2004年－2010年 |
| 6          |            | 2010年－2013年 |
| 7          | 李羅權     | 2013年－2017年 |
| 8          | 鍾孫霖     | 2017年－現任   |

## 研究
中央研究院地球科學研究所的研究可分成地球物理和地球化學兩大部分。地球物理的研究主要是地震學、地磁學。地球化學部分則是地質學和同位素分析。另外地球科學研究所也負責操作數個地震觀測網。